# Gustaf Adolf Leijonancker
Gustaf Adolf Leijonancker, född 4 september 1747 i Karlskrona, död 28 februari 1805 genom självmord i Stockholm, var en svensk sidenfabrikör och sjömilitär.

## Biografi
Leijonancker föddes som son till amiralen vid örlogsflottan Gustaf Fredrik Leijonancker och dennes andra hustru Maria Elisabet Baar. Han tillhörde således den adliga familjen Leijonancker som kom till Sverige under 1650-talet. Vid 10 års ålder blev han kadett vid Kadettkåren och 1764 utnämnd till underofficer. Han antogs samma år som kadett vid amiralitetet och utnämndes till löjtnant 1766. Han blev kapten 1774 och förflyttades till Arméns flotta. Han deltog under Gustav III:s ryska krig med utmärkt mod.
Under inledningen av kriget gjorde 133 adliga officerare vid armén i Finland myteri genom Anjalaförbundet. Arméns flotta ställde sig utanför detta, och stod på kungens sida. Leijonancker skriver dock den 2 augusti 1788: De flesta officerare i arméen tro sig handla riktigast, då de tagit parti att blott försvara riket vid gränsen utan att söka tränga in i Ryssland.
Under våren 1790 förde han en galär och åtta kanonslupar från Stockholm till Svensksund, vilka redan dagen efter hamnade i strid under Slaget vid Fredrikshamn den 15 maj 1790. De fartyg Leijonancker medförde bildade den 9 divisionen, och han fick samma dag Svärdsorden för sitt mod under slaget, men själva dubbningen skedde på kungens fartyg Amphion den 1 juni. Den 2 juni befordrades han till major. Vid Slaget vid Svensksund den 9-10 juli 1790 kommenderade han den 10 divisionen av den Finska brigaden, och för visat mod under detta slag samt även det vid Fredrikshamn erhöll han kombinationsmedaljen av Svensksundsmedaljen i guld att bäras i kedja av Gustav III, vilken han mottog på Stockholms slott den 13 februari 1791. 
Den 25 februari 1793 utnämndes han till överstelöjtnant vid Arméns flotta; vid samma tidpunkt 1793 blev han även utsedd till lotsdirektör. Han blev slutligen överste den 31 juli 1796. Vid sidan om sin militära bana drev han även en sidenfabrik i Stockholm och släkten hade drivit klädesfabriker ända sedan 1660-talet. Fabriken hette Leijonancker & Dislin men avvecklades under våren 1804.
Han dog för egen hand i Stockholm 1805.

### Familj
Leijonancker gifte sig 1801 med Maria Catharina Lundin (1762–1827); paret fick dock inga barn.

## Utmärkelser
- Riddare av Svärdsorden - 15 maj 1790
- Svensksundsmedaljen av guld i halskedja - 13 februari 1791

### Fotnoter
1. 1 2 3 4 5  Adelsvapen-Wiki, läs online.[källa från Wikidata]
2. ↑  Larsson, E. Arméns flottas officerare under sengustaviansk tid, sid 4. 1997.
3. 1 2  Jan af Silléns dagbok
4. ↑  Posttidningar, 14 juli 1804, sid 7.